# Wasmes
Wasmes es una localidad belga de la región de Valonia y la provincia de Henao perteneciente al municipio de Colfontaine.

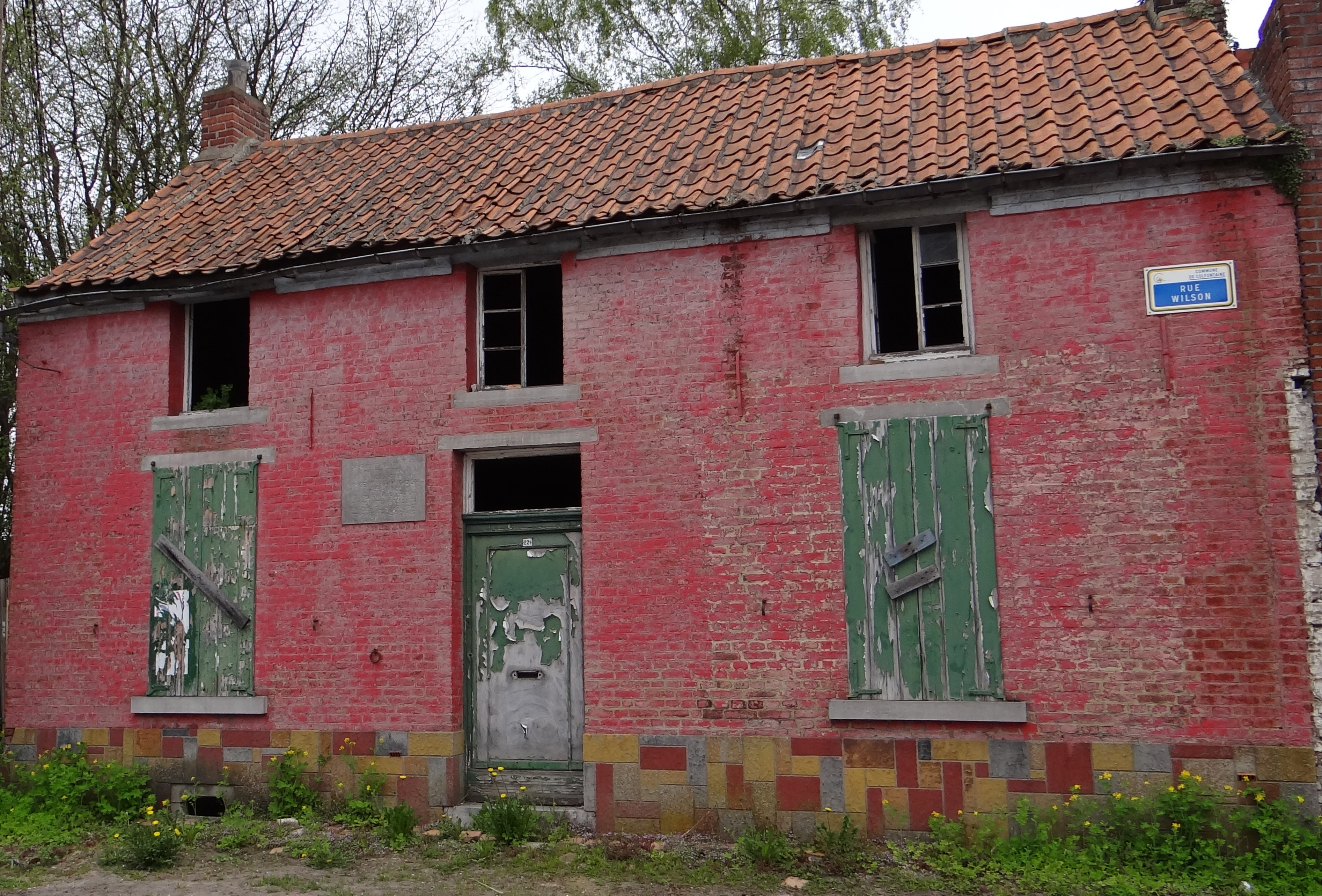
Vincent van Gogh - 1878 1879 - Wasmes - Casa del panadero Denis - Angulo Cocea du petit-Wasmes et Cocea Wilson

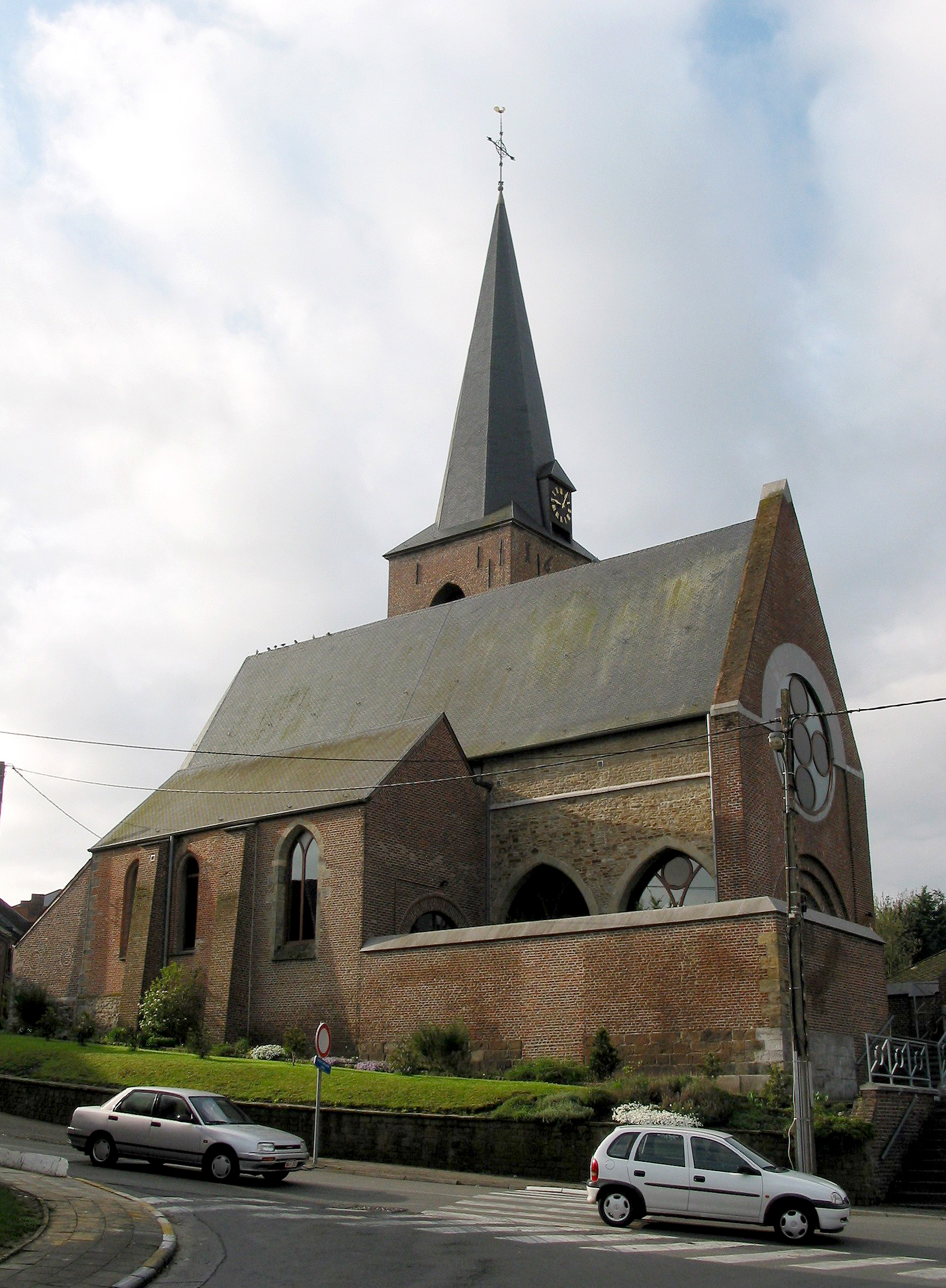
Notre-Dame.